# Cấp dầu trên biển
Cấp dầu trên biển là hoạt động của các tàu Hải quân cung cấp nhiên liệu cho các tàu Hải quân khác khi đang hành trình (hoạt động) trên biển. Hiện nay mô hình này cũng đã được mở rộng sang các tàu chở dầu cung cấp nhiên liệu cho các tàu đánh cá xa bờ do lượng nhiên liệu mỗi tàu mang theo khi xuất bến có giới hạn, nên sau một thời gian hoạt động phải vào bờ hoặc ghé vào đảo để tiếp thêm nhiên liệu. Điều này vừa tốn tời gian, vừa làm tăng chi phí của tàu đánh cá khi hoạt động dài ngày trên biển. Chỉ cần thông qua hệ thống liên lạc máy icom, là tàu tiếp dầu sẽ kịp thời ra khơi để cung cấp nhiên liệu cho bà con ngư dân để tiếp tục hành nghề.